# Ropalidia obscura
Ropalidia obscura är en getingart som beskrevs av Gusenleitner 1966. Ropalidia obscura ingår i släktet Ropalidia och familjen getingar. Inga underarter finns listade i Catalogue of Life.